# Tânato
Tânato ou Tânatos (em grego:  Θάνατος, transl.: Thánatos, lit. "morte"), na mitologia grega, era a personificação da morte, enquanto Hades reinava sobre os mortos no mundo inferior. Seu nome é transliterado em latim como Thanatus e seu equivalente na mitologia romana é Mors ou Leto (Letum). Muitas vezes ele é identificado erroneamente com Orco (o próprio Orco tinha um equivalente grego na forma de Horkos, Deus do Juramento). É conhecido por ter o coração de ferro e as entranhas de bronze.
Tânato é filho, de Nix, a noite, e Érebo, a escuridão, filhos do Caos. Érebo e Nix tiverem dois filhos gêmeos: Tânato, a personificação da morte  e Hipno, personificação do sono. Os irmãos habitavam os Campos Elísios (País de Hades, o lugar do mundo subterrâneo), e dificilmente eram visto separados.
É representado por uma nuvem prateada que arrebatava a vida dos mortais. Também foi representado por homem de cabelos e olhos prateados. Seu papel na mitologia grega é acompanhado por Hades, o deus do mundo inferior.
Aparece em inúmeros mitos e lendas, como na história de Sísifo e do rei Midas, que por serem as mais importantes se dispersaram com maior facilidade.

## Participações em histórias mitológicas

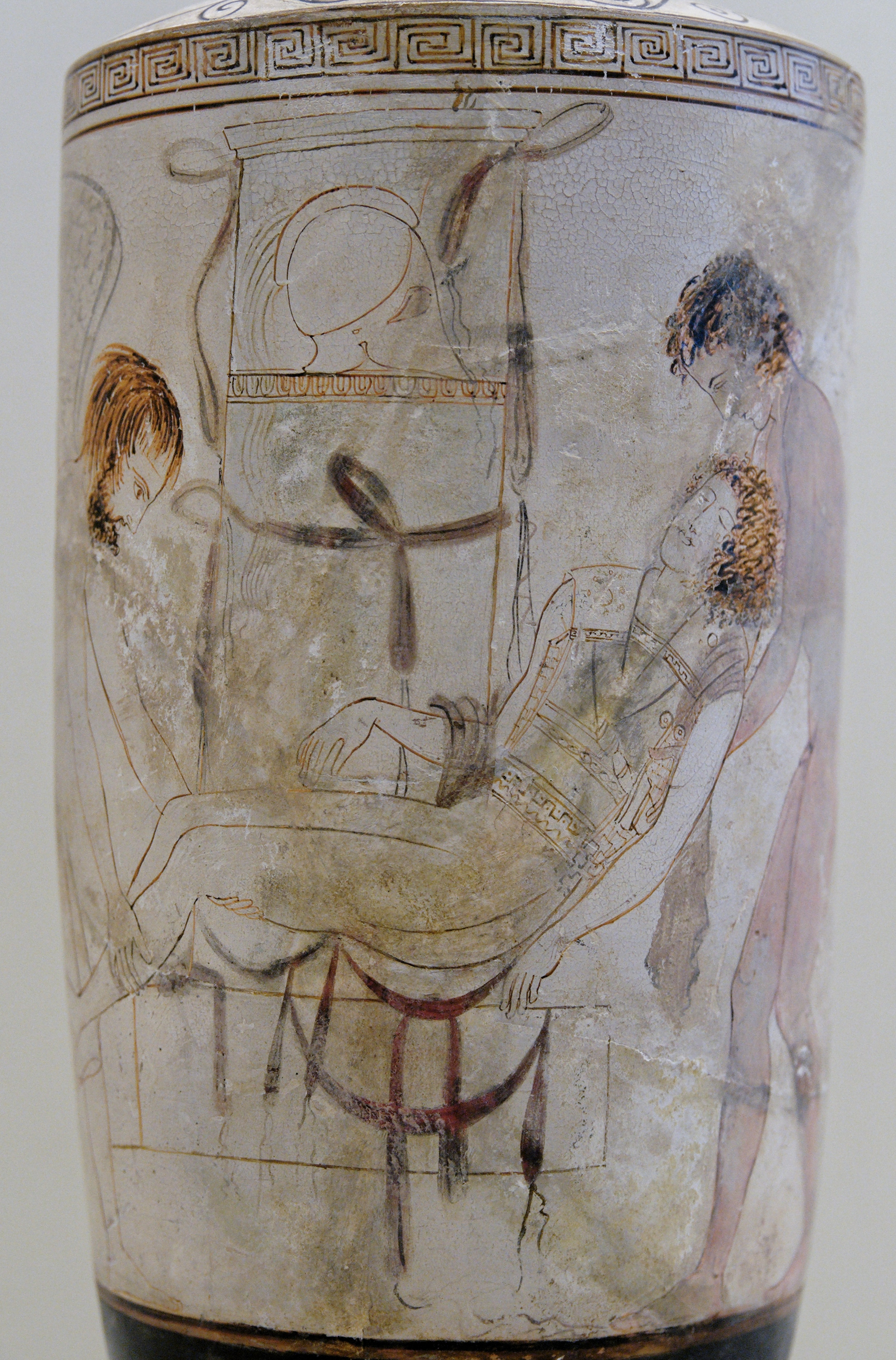
Hipnos e Thanatos

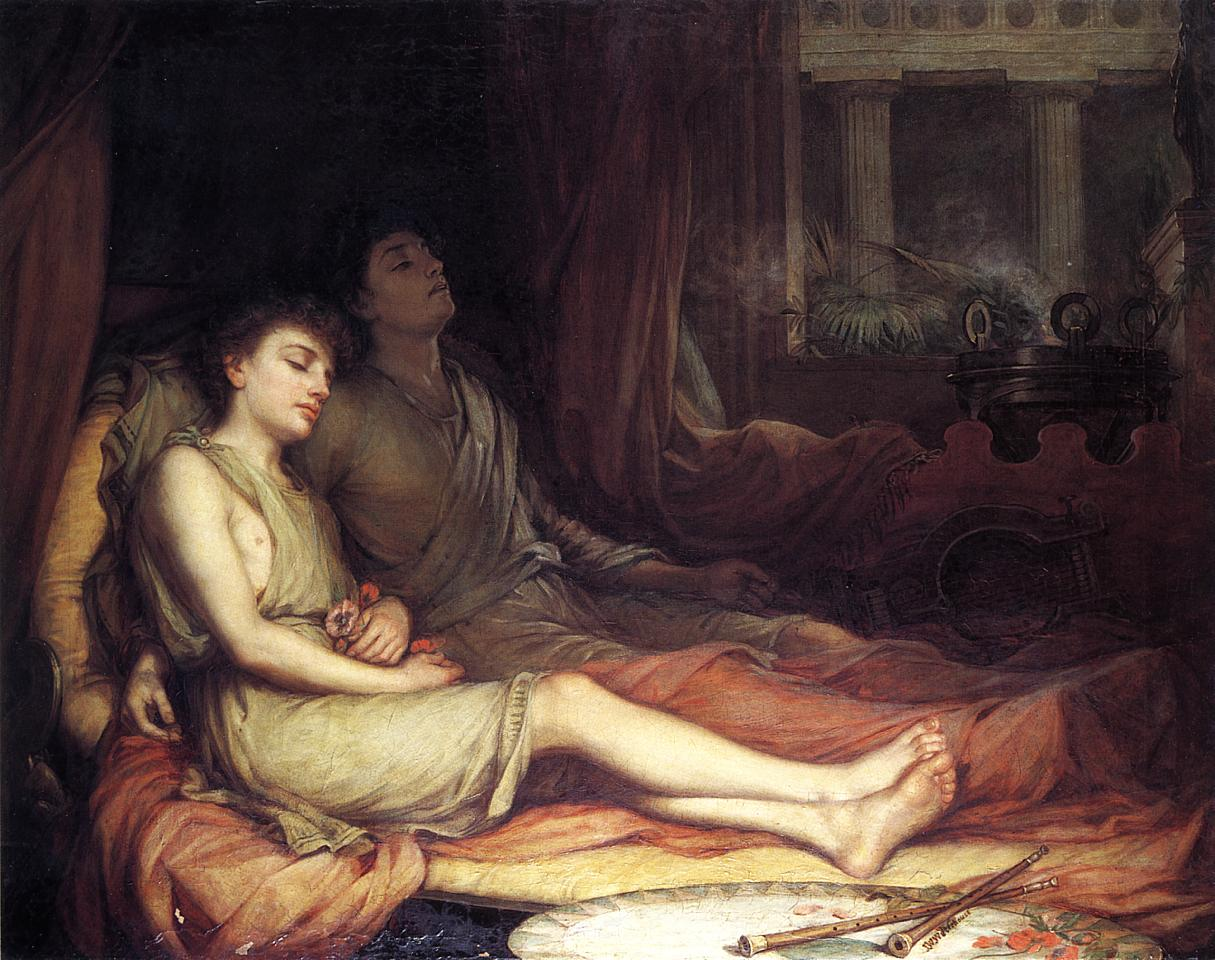
Hipnos e Thanatos, por John William Waterhouse

### Tânatosna história de Sísifo
Sísifo despertou a raiva de Zeus, pois Zeus havia se transformado em águia e sobrevoado o reino de Sísifo com Egina, filha de Asopo, depois quando Asopo perguntou a Sísifo se havia visto Egina, ele contou em troca de uma fonte de água. Então Zeus enviou Tânato para levá-lo ao Hades. Porém Sísifo conseguiu enganar Tânato, elogiou sua beleza e pediu-lhe para deixá-lo enfeitar seu pescoço com um colar, o colar, na verdade, era uma coleira, com a qual Sísifo manteve a morte aprisionada ao mesmo tempo evitando que qualquer outra pessoa ou ser vivo morresse. Desta vez Sísifo arranjou encrenca com Hades, o deus dos mortos, e com Ares, o deus da guerra, que precisava da morte para consumar as batalhas.
Tão logo teve conhecimento, Hades libertou Tânato e ordenou-lhe que trouxesse Sísifo imediatamente para as mansões da morte. Quando Sísifo se despediu de sua mulher, teve o cuidado de pedir secretamente que ela não enterrasse seu corpo.
Já no inferno, Sísifo reclamou com Hades da falta de respeito de sua esposa em não o enterrar. Então suplicou por mais um dia de prazo, para se vingar da mulher ingrata e cumprir os rituais fúnebres. Hades lhe concedeu o pedido. Sísifo então retomou seu corpo e fugiu com a esposa. Havia enganado a Morte pela segunda vez

### Tânatosna lenda de Admeto
Conta-se que o rei Admeto recebe em seu palácio o herói Héracles. Alceste, esposa de Admeto, estava morrendo e então Tânato é enviado para pegar a alma de Alceste, mas Héracles o expulsa de lá.

### Ciências
Para a Psicanálise, Tânatos é a personificação mítica da pulsão de morte, um impulso instintivo e inconsciente que busca a morte e/ou a destruição. Esse conceito aparece desenvolvido nos livros "Mais além do princípio do prazer" e "Mal-estar na civilização", de Sigmund Freud.
Já ná área de médica, existe a tanatologia que é uma palavra derivada de Tânato, deus da mitologia grega que personificava a morte, mais o sufixo "logia", que deriva do grego legein (Λογια: "falar") e significa estudo.